# Бряг Пенел
Бряг Пенел (на английски: Pennell Coast) е част от крайбрежието на Източна Антарктида, в северната част на Земя Виктория, простиращ се между 70°0’ и 71°40’ ю.ш. и 164°10’ и 170° и.д. Брегът заема част от северния участък на Земя Виктория, попадащ в акваторията на море Сомов на Тихоокеанския сектор на Южния океан, между нос Ванков на запад и „върха“ на залива Робъртсън на изток. На запад граничи с Брега Отс, а на югоизток – с Брега Борхгревинк на Земя Виктория. Крайбрежието е сравнително слабо разчленено, като има няколко по-големи залива – Юл, Смит, Рилей, Робъртсън и др. и малките крайбрежни острови Лайъл. Брегът Пенел е изцяло покрит с континентален леден щит, дебелината на който във вътрешността нараства над 1000 m. Успоредно на брега и по цялото му протежение от северозапад на югоизток се простира планината Адмиралти (крайната северна част на Трансантарктическите планини) с максимална височина връх Минто 4163 m. От него в море Сомов се „вливат“ няколко сравнително малки за мащабите на Антарктида планински и континентални ледници.
През 1961 г. Комитета по антарктическите названия на Нова Зеландия наименува този участък от крайбрежието на Земя Виктория Бряг Пенел в чест на Хари Пенел (1882 – 1916) командир на кораба „Тера Нова“, експедиционния кораб на английската антарктическа експедиция (1910 – 1912), възглавявана от Робърт Скот, екипажът на който открива този бряг и извършва първите му изследвания и картирания.
- Западната част на Брега Пенел (залива Об) (1967)
- Средната част на Брега Пенел (залива Юл) (1968)
- Източната част на Брега Пенел (залива Робъртсън) (1968)